# Unhoped
Unhoped ist eine finnische Death- und Thrash-Metal-Band aus Varkaus, die 2007 gegründet wurde.

## Geschichte
Die Band wurde Ende 2007 gegründet und bestand aus den Gitarristen Kalle Laanto und Aku Paasu, dem Schlagzeuger Mikko Huisko, dem Bassisten Samu Parviainen und dem Sänger Lauri Viertola. Anfang 2010 erschien mit First Blood eine erste EP. Während der Aufnahmen zum Debütalbum Die Harder kam Jyri Luostarinen als neuer Sänger hinzu. Das Album erschien 2011 in Eigenveröffentlichung. Nach einer weiteren EP unter dem Namen Nuclear Death im Jahr 2013 bei Violent Journey Records, folgte 2016 bei EBM Records das zweite Album Sonic Violence.

## Stil
Jeff B von seaoftranquility.org schrieb in seiner Rezension zu Die Harder, dass hierauf Thrash Metal zu hören ist, der schnell, aggressiv und im klassischen Stil sei. Hauptsächlich orientiere sich die Gruppe am Thrash Metal der 1980er Jahre im Stil von Slayer und Kreator. Die Riffs seien schnell, der Gesang aggressiv und das Schlagzeugspiel technisch anspruchsvoll. In seiner Rezension zu Sonic Violence gab Deaddie von metal-temple.com an, dass hierauf Thrash Metal mit einem Death-Metal-Einfluss enthalten ist. Die Musik sei aggressiv mit klassischen Thrash-Metal-Riffs, der Gesang rau, wobei man auch gelegentlich Klargesang verwende.

## Diskografie
- 2010: Mökkimayhem Part I (Demo, Eigenveröffentlichung)
- 2010: First Blood (EP, Eigenveröffentlichung)
- 2011: Die Harder (Album, Eigenveröffentlichung)
- 2013: Nuclear Death (EP, Violent Journey Records)
- 2016: Sonic Violence (Album, EBM Records)
- 2020: Total Fucking Death (EP)
- 2024: Cancer (Single)
- 2024: Torturous Sanctified Centuries (Album)